# دوري المقاطعات الشمالي الغربي 1991–92
دوري المقاطعات الشمالي الغربي 1991–92 هو موسم من دوري المقاطعات الشمالي الغربي. فاز فيه أشتون يونايتد.